# Пархоменко, Терентий Макарович
Терентий (Терешко) Макарович Пархоменко (укр. Терентій (Терешко) Макарович Пархоменко; 28 октября 1872, село Волосковцы, Сосницкий уезд, Черниговская губерния, Российская империя — 23 мая 1910, село Волосковцы, Сосницкий уезд, Черниговская губерния, Российская империя) — кобзарь, ученик кобзаря Андрея Гайденко.

## Биография

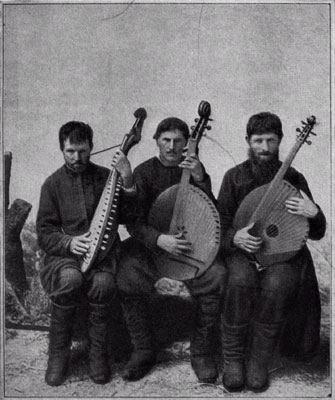
Кобзари Михайло Кравченко, Терешко Пархоменко и Петро Древченко

Родился в 1872 году в cеле Волосковцы Сосницкого уезда.
Из описаний М. Сперанского, посвятившего Пархоменко специальные разделы своей книги «Южнорусская песня и современные её носители», а также других исследователей — А. Малинки, Г. Хоткевича, Терешко Пархоменко был талантливым бандуристом, мастером своего дела. Знал восемь дум, исторические песни о Морозенко, о Савве Чалом, двадцать восемь духовных стихов и псалмов, несколько типичных для кобзарского репертуара сатирических песен — «Фома и Ерема», «Дворянка», «Мещанка», «Теща», «Женитьба щеголя», танцы «Казачок», «Дудочка», «Татьяна». Он имел высокий голос, отчетливо фразировал свое пение в сопровождении бандуры. По имеющемуся описанию, его бандура имела 6 металлических натянутых басов на грифе и 14 приструнков на корпусе. Играл так называемым черниговским способом, который заключается в использовании левой руки исключительно для игры на бунтах (на басах), бандура находится между коленями перпендикулярно к туловищу, правая рука играет исключительно на приструнках, к тому же используют преимущественно два пальца — указательный и средний.
Певец играл также и на лире. Пархоменко, по его же собственному признанию, не чурался печатной литературы. Например, «Невольницкий плач», «Федор Безродный», «Казак Голота», «Смерть Богдана Хмельницкого», «Дума о сестре и брате» он принял по изданию Б. Гринченко «Думы кобзарские» (Чернигов, 1887). Он знаком с Н. Лысенко, у которого перенял «Почаевский псалом», записанный композитором. Другие, например, «Николай», «Сон Богородицы», «Чудо Почаевское» взял из записей Чубинского и П. Бессонова.
К тексту кобзарь относился свободно. Позволяя себе некоторые изменения, отмечал, что «всякий поет по своему нраву». Известный фрагмент музыкальной рецитации от Т. Пархоменко, в частности, «Дума о Федоре Безродном», почти тождественен тому, что Н. Лысенко записал от кобзаря Остапа Вересая. У Т. Пархоменко учился лирник Авраам Гребень (1878—1961) из с. Березны Черниговской губернии, ослеп в 16 лет. Он был знаком с кобзарями М. Кравченко с Полтавщины, П. Древченко, Г. Гончаренко и С. Пасюга с Харьковщины, от которых перенял думы «Невольницкий плач», «Про азовских братьев», «Про Марусю Богуславку», «Про казака бандуриста».
Ученики — Михаил Домонтович, Василий Потапенко, Никон Прудкий.
Высокую оценку его исполнительской культуре давали известные фольклористы, этнографы, писатели — И. Франко, М. Сумцов, М. Сперанский, А. Лисовский, Елена Пчилка и многие другие исследователи украинского искусства, хотя несколько сдержанными были их оценки относительно соблюдения традиционного исполнительства и передачи репертуара.
Искусство Т. Пархоменко имело большое значение для дальнейшего развития игры на бандуре в Украине. Он имел немало последователей. В частности, бывший его поводырь В. Потапенко (1888—1934) впоследствии стал концертным кобзарем, организатором и руководителем одной из кобзарских школ Киева.
Во время последнего концерта, который состоялся зимой 1910 года в Умани, за выполнение бунтарской песни кобзаря избили жандармы, что в конце концов привело к его смерти.
Умер 23 марта 1910 года в селе Волосковцы (ныне Черниговская область).

## Репертуар
Думы (8):
- «Азовские братья» (укр. «Азовські брати»).
- «Невольницкий плач» (укр. «Невольницький плач»).
- «Вдова и три сына» (укр. «Вдова і три сини»).
- «Федор Безродный» (укр. «Федір Безродний»).
- «Казак Голота» (укр. «Козак Голота»).
- «Смерть Богдана Хмельницкого» (укр. «Смерть Богдана Хмельницького»).
- «Дума про сестру и брата» (укр. «Дума про сестру й брата»).
- «Про смерть казака бандуриста» (укр. «Про смерть козака бандуриста»).

Исторические песни:
- Про Морозенка.
- Про Саву Чалого.

Духовных стихов и псалмов, (28)
Сатирические песни:
- «Фома и Ерема».
- «Дворянка».
- «Мещанка».
- «Теща».
- «Женитьба щеголя».

Инструментальные танцы:
- «Казачок».
- «Дудочка».
- «Татьяна».